# Stella, femme libre
Vous lisez un « bon article » labellisé en 2012.
Pour les articles homonymes, voir Stella.
Pour plus de détails, voir Fiche technique et Distribution.
Stella, femme libre, parfois simplement Stella (grec moderne : Στέλλα), est un film grec réalisé par Michel Cacoyannis et adapté d'une pièce de théâtre de Iákovos Kambanéllis, sorti en 1955 et présenté au Festival de Cannes 1955. Premier film de Melina Mercouri, il posa les bases de sa gloire cinématographique. Elle fut même ensuite souvent comparée à son personnage,. Stella, femme libre annonce les évolutions du «Nouveau Cinéma grec » des années 1970-1980. Il reçut un très bon accueil de la part du public grec, mais fut détesté par la critique.
Stella est chanteuse de rebetiko dans un cabaret de Pláka, à Athènes, et tous les hommes tombent amoureux d'elle. Elle choisit ses amants et refuse le mariage. Elle préfère finalement mourir plutôt que de perdre sa liberté.
Ce mélodrame est un hommage à la tragédie grecque antique et à la culture populaire traditionnelle. Le film aborde les contradictions qui déchirent la Grèce au début des années 1950 : le désir de changement et de modernisation face à la peur de l'instabilité et de perte de l'identité nationale. Stella incarne ces contradictions : elle cherche, sans succès, à moderniser son numéro ; elle triomphe sur scène avec des chansons grecques ; elle refuse la domination patriarcale traditionnelle. Cacoyannis a demandé à Manos Hadjidakis une bande son qui exprime ces tiraillements entre culture traditionnelle (bouzouki de Vassílis Tsitsánis) et modernité (jazz). Cependant, comme dans la tragédie antique, Stella est condamnée par le destin mais aussi par une société patriarcale dans laquelle elle ne peut trouver sa place.

## Synopsis
En 1953, Stella (Melina Mercouri) est une célèbre chanteuse du cabaret Παράδεισος (Paradis), un club de « bouzouki » ou de rebetiko situé à Pláka, à Athènes. Très belle, tous les hommes sont amoureux d'elle, mais elle défend sa liberté de vivre et d'aimer qui elle veut quand elle veut. L'homme qu'elle fréquente au début du film est Alékos (Alékos Alexandrákis), un jeune homme de bonne famille oisif. Il lui offre le piano dont elle rêvait pour son tour de chant ; alors qu'elle se rend à un mariage pour embaucher celui qu'elle considère comme le meilleur des pianistes, elle croise Míltos (Giórgos Foúndas). Né dans les quartiers populaires du Pirée, c'est une star du football à l'Olympiakos. Il est athlétique quand Alékos était efféminé. Il parle fort et de façon vulgaire quand Alékos était posé et poli. Stella est intriguée mais n'est pas dupe. Elle part sans avoir cédé. Le lendemain matin, se méprenant sur l'enthousiasme de Stella, Alékos la demande en mariage mais elle rompt immédiatement.
Míltos a suivi Stella et arrive, soûl, au Paradis. Il exige que Stella le rejoigne, sinon il défonce la devanture avec sa voiture. Stella protège la porte de son corps, bras écartés tandis que Míltos fonce. Il freine au dernier moment. Elle accepte de faire un tour de voiture avec lui. Quand il lui fait des avances sexuelles, elle part et retourne au Paradis. Il y débarque plus tard dans la nuit, avec un bâton de dynamite qu'il allume. Tout le monde fuit mais Stella le met au défi de vraiment tout faire sauter. À la dernière seconde, il éteint la mèche et reconnaît alors Stella comme son égale. Il dit qu'il aime les femmes qu'il fréquente pour ce qu'elles sont et n'exige pas qu'elles changent. La relation qui se développe ensuite est comparativement calme.
Alékos est tombé malade. Sa famille, qui déteste le bouzouki et Stella, considérée comme un intrigante, envoie cependant la sœur de celui-ci convaincre Stella de revenir sur sa décision. La famille est prête à accepter le mariage si Stella renonce à sa carrière de chanteuse. Elle répond qu'ils n'ont rien compris, que si elle avait voulu épouser Alékos, elle n'aurait pas eu besoin de leur consentement. Elle ne veut juste pas se marier. Alékos espionne Stella depuis la rue en bas de son appartement. Il observe les volets fermés, sachant que Míltos est dans l'appartement. Il traverse la rue devant une voiture, volontairement ou non, est renversé et meurt. Aux funérailles, Stella est chassée par la famille qui la rend responsable des événements. Elle rétorque que c'est leur morale rigide poussant Alékos à la demander en mariage qui est la cause de la mort de leur fils.
Míltos propose alors le mariage à Stella. Elle est surprise et ne peut refuser, mais la perspective l'attriste à la grande incompréhension des membres de l'orchestre, de la patronne du cabaret, Maria, et de l'autre chanteuse, Annetta. Stella ne croit pas que l'amour résiste au mariage. Un jour, elle reçoit la visite de sa future belle-mère. Les deux femmes s'entendent à merveille mais la future belle-mère insiste sur le fait que Stella devra quitter le cabaret pour s'installer dans le pavillon de banlieue que Míltos a acheté et lui faire vite plein d'enfants. Après son départ, Stella remarque que tous les hommes veulent la changer, comme si elle n'était qu'un disque.
Le jour du mariage, le 28 octobre, fête nationale, « jour du Non », Stella ne vient pas au mariage. Elle erre dans les rues d'Athènes en regardant les défilés. Elle croise Andonis (Costas Kakava), un autre de ses admirateurs, qui n'a pas vingt ans. Ensemble, ils font la tournée des boîtes de jazz toute la nuit. Andonis, lui aussi, au matin, commence à parler de mariage. Elle le quitte. Míltos a passé la nuit à danser seul au Paradis, répétant que tout va bien. Stella rentre chez elle. Elle aperçoit la silhouette de Míltos et surtout son couteau. Elle s'avance malgré tout vers lui. Il lui crie que si elle accepte le mariage, il jette son couteau et oublie tout. Elle continue à avancer sans rien dire. Míltos la poignarde dans un dernier baiser.

## Fiche technique
- Titre : Stella, femme libre
- Titre original : Στέλλα
- Réalisation : Michel Cacoyannis
- Scénario : Michel Cacoyannis et Iákovos Kambanéllis d'après la pièce de celui-ci Η Στέλλα με τα κόκκινα γάντια (Stella aux gants rouges)
- Directeur de la photographie : Kostas Theodoris
- Montage : Yorgos Tsaoulis
- Direction artistique : Yannis Tsarouchis et Vlassis Kaniaris (el)
- Costumes : Denis Vachloitis et Theoni V. Aldredge
- Maquillage : Nikos Varveris
- Son : Giorgos Niagasas
- Musique : composée par Manos Hadjidakis, jouée par Vassílis Tsitsánis et paroles des chansons par Michel Cacoyannis
- Société de production : Milas film
- Producteur (et assistant réalisateur) : Anis Nochra
- Producteur exécutif : Vassilis Lampiri
- Pays de production : Grèce
- Genre : mélodrame et drame psychologique et social[3]
- Format  : noir et blanc, mono
- Durée : 90 minutes[4]
- Dates de sortie :
  - France : avril-mai 1955 (festival de Cannes)
  - France :  10 janvier 1958 (sortie nationale)
  - Grèce : 21 novembre 1955[4]
  - USA : 10 juin 1957

## Distribution
- Melina Mercouri (V.F. : Jacqueline Ferrière[5]) : Stella
- Giórgos Foúndas : Míltos
- Alekos Alexandrakis : Alékos
- Christina Kalogerikou (en) : mère de Míltos
- Voula Zouboulaki : Annetta
- Dionysis Papagiannopoulos (en) : Mitsos
- Sofía Vémbo : María, propriétaire du Paradis
- Costas Kakavas : Antonis
- Tassó Kavadía : sœur d'Alékos
- Nitsa Papa
- K. Pateraki
- G. Pomonis
- Kostas Karalis
- Michel Cacoyannis : invité au mariage

## Production
Cacoyannis travailla avec des artistes grecs renommés pour ce film. Le scénario est une adaptation d'une pièce d'un des auteurs (théâtre, cinéma, poésie) les plus marquants de l'après-guerre Iákovos Kambanéllis. Les décors ont été réalisés par le peintre Yannis Tsarouchis, qui avait déjà fait des décors de théâtre. La musique est due à différentes stars, compositeurs et ou interprètes : Mános Hadjidákis, Vassílis Tsitsánis et Sofia Vembo, une des gloires du cinéma et de la chanson d'avant-guerre et une des figures de la résistance culturelle pendant l'occupation nazie,.

## Distinctions
- Sélection officielle en compétition au festival de Cannes 1955[9]
- Golden Globe du meilleur film étranger 1956
- Prix rétrospectif du meilleur film pour la période 1950-1955 à la Semaine du cinéma grec 1960 (Thessalonique)

## Analyse
Stella, femme libre, deuxième film de Michel Cacoyannis est parfois considéré comme son meilleur film. Tiré d'une pièce de théâtre écrite par Iákovos Kambanéllis, il offre son premier rôle au cinéma à Melina Mercouri.  Les historiens du cinéma considèrent aussi qu'il préfigure le « Nouveau Cinéma grec » des années 1970-1980. Stella est une héroïne tragique condamnée autant par ses contemporains, dont elle refuse les codes, que par le destin lui-même. Elle est aussi l'instrument de sa propre fin. Elle se coupe de ce qu'elle est vraiment, une Grecque, en tentant d'adopter des codes qui ne sont pas les siens, ceux de la culture américaine importée. L'idée n'est cependant pas de s'arc-bouter de façon conservatrice sur la culture grecque, mais de faire évoluer l'identité grecque en intégrant les apports nouveaux, tout comme les rebetikos, venus d'Asie mineure et de Smyrne ont été intégrés dans l'identité grecque depuis les années 1920. Ainsi, le film adresse les contradictions qui déchirent la Grèce après la fin de la guerre civile : le désir de changement et de modernisation face à la peur de l'instabilité et de perte de l'identité nationale.

### Le Paradis menacé par le patriarcat
Le cabaret ou bar un peu louche est un lieu récurrent des films des années 1950. Dans L'Ogre d'Athènes, un des lieux que fréquente la pègre est un bar, lui aussi appelé le Paradis. Il est un lieu hors de la société et de ses conventions, où toutes les classes peuvent se fréquenter (le bourgeois Alékos et le joueur de football Míltos). Les gens qui l'occupent et l'habitent sont eux aussi à part : Stella a son appartement juste au-dessus du cabaret.
Cependant, si le bar est hors du champ des conventions sociales, au point qu'il fait peur à la famille bourgeoise d'Alékos, il est aussi un lieu où se recrée une autre forme de société, voire une famille. Maria, la patronne, incarne la mère ; Mitsos, le chef d'orchestre, le père ; Annetta et Stella sont les deux filles, toujours en concurrence comme deux sœurs. Lorsque Stella se prépare pour son mariage, Maria et Annetta font office de famille pour l'aider. Le jour du mariage, le cabaret est fermé « pour cause d'événement familial ». Finalement, le monde antisocial du cabaret rentre, à sa façon, dans ses propres conventions sociales, au point qu'Annetta rêve de s'enfuir pour vivre une vie « normale ». Pour elle, le cabaret n'est pas le Paradis, mais l'enfer, tandis que, pour Stella, l'enfer c'est la maison dans la banlieue résidentielle.

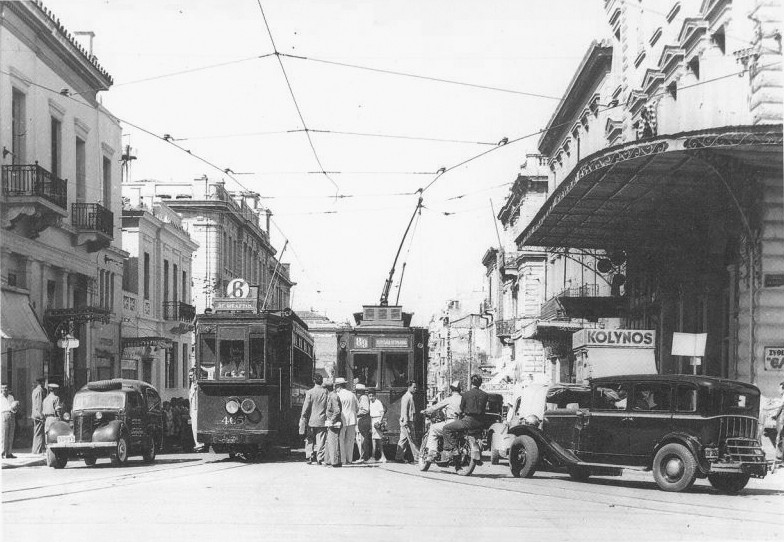
Athènes dans les années 1950.

Le Paradis est constamment menacé par le monde extérieur, principalement par Míltos. Les assauts de celui-ci contre le cabaret sont mis en parallèle avec ses assauts sexuels contre Stella. Cependant, si Míltos menace de pénétrer violemment dans le bar avec sa voiture ou de tout faire exploser avec son bâton de dynamite, à sa façon, en y introduisant un piano, symbole bourgeois, Alékos pénètre aussi le Paradis. Il y a là deux styles différents pour, finalement, le même but de pénétration de la domination masculine dans le monde idéal de Stella.
La voiture, neuve et moderne, de Míltos est présentée en opposition aux vieux camions brinquebalants du cabaret (celui qui transporte le piano ou celui qui permet la sortie à la plage). Elle est le symbole du pouvoir du soupirant. Avec sa voiture, Míltos essaie de séduire Stella. Dans sa voiture, Míltos essaie de posséder Stella. Avec sa voiture, Míltos essaie d'enfermer Stella dans son monde à lui. La voiture préfigure l'enfermement qu'il lui propose dans le pavillon de banlieue, un monde qu'il domine, tout en étant le moyen du déplacement du paradis du cabaret à l'enfer de la maison. Stella insiste, à la fin du film, sur le fait qu'elle est prête à tout pour s'enfuir si jamais on tente de l'enfermer. La résistance à la voiture, dans la voiture, est la résistance à la conformité sociale que représente le modèle de la voiture particulière, alors en train de s'imposer dans une Grèce rêvant d'adopter le mode de vie américain.

### Affranchissement féminin
Le contexte et la date choisie pour situer l'action sont importants. En 1954, les femmes obtinrent le droit de vote en Grèce. Le film sortit en 1955, mais l'action est supposée se dérouler en 1953, avant l'obtention du droit de vote, à un moment où les femmes étaient encore plus soumises au pouvoir masculin. Les principaux thèmes que Cacoyannis développa dans la suite de sa carrière sont présents dans Stella, femme libre, dont celui de l'affranchissement, de la liberté féminine du carcan de la société traditionnelle. Il retourne ainsi le mythe traditionnel de la mariée vierge en présentant comme héroïne une femme libre qui couche avec les hommes qu'elle choisit, avant le mariage qu'elle refuse, allant jusqu'à finalement mourir pour rester libre. Si elle flirte avec ses spectateurs masculins et a des amants, elle n'est cependant pas présentée comme une prostituée. Elle le répète tout au long du film : l'important pour elle est sa liberté. Elle veut aussi être traitée d'égale à égal par les hommes de sa vie. Cependant, elle ne revendique pas l'émancipation féminine au niveau politique ou économique : pas de discours sur le droit de vote ou contre le système de la dot. Par contre, elle refuse de se voir réduite à la cuisine, la vaisselle ou le ménage. Stella considère le mariage comme un asservissement de la femme. Elle ne cherche pas non plus à résoudre le dilemme féminin entre carrière et maternité : la maternité ne l'intéresse pas et elle le proclame très clairement. Le personnage de Stella n'est donc pas une réflexion sur la (nouvelle) place de la femme dans une Grèce en mutation. Elle transcende cette question en insistant sur la totale liberté. Stella incarne même l'indépendance totale : rien n'est dit ou connu de son passé ; on ne sait rien d'elle, de sa famille, de ses racines. Le personnage de l'autre chanteuse du cabaret, Annetta, fait contre-point à celui de Stella, symbolisant l'ambiguïté du désir féminin. Annetta veut tout ce que Stella rejette : le mariage et la famille, au point où elle ne cesse de tomber amoureuse des hommes amoureux de Stella. Les autres personnages féminins (Maria, la vieille gloire, et la mère de Míltos) ont renoncé. Maria vit dans son monde à elle. La mère de Míltos n'est plus rien : elle a abdiqué sa féminité et n'a plus aucune personnalité,,,.
Une autre affirmation de l'indépendance de Stella est la façon dont (tous) les regards se portent sur elle. À l'opposé de la modestie exigée des femmes, Stella se donne en spectacle. Elle est la star que tout le monde regarde, à l'égal de l'homme, Míltos, star de football, que tout le monde regarde lorsqu'il joue. Alékos meurt quand il n'est plus autorisé à la voir. Míltos lui dit qu'il ne veut pas la partager avec le regard des autres hommes. Ce regard porté sur elle est aussi affirmé de façon narcissique. Stella aime se voir. Son appartement est rempli de miroirs et de photos d'elle. Sur le mur de l'autre côté de la rue, en face de la fenêtre de sa chambre, elle a fait placarder une affiche annonçant son spectacle, avec une photo d'elle. Elle avoue qu'elle aime se voir pour savoir comment les autres la voient. Quand elle regarde Míltos jouer au football et gagner son match, la caméra insiste sur l'extase qu'exprime son visage et son regard. Enfin, lorsqu'au matin, elle quitte Andonis pour aller vers sa mort, elle lui demande de ne pas se retourner, de ne pas la regarder une dernière fois, pour éviter la malchance (le mauvais œil), comme le regard de trop d'Orphée vers Eurydice renvoyant celle-ci à l'Enfer. Une mise en abîme est ajoutée avec le regard des spectateurs du film,.
Le scénario fait coïncider le jour du mariage de Stella avec le jour du Non, l'une des deux fêtes nationales grecques, qui commémore le refus de soumission de la Grèce à l'Italie de Mussolini le 28 octobre 1940. Les relations entre les sexes sont donc directement assimilées aux exigences guerrières : la soumission du plus faible (la femme, la Grèce) au plus fort (l'homme, la dictature fasciste). Pour Stella, tous les hommes, quelle que soit la forme qu'ils prennent (le bourgeois éduqué, le sportif prolétaire ou l'homme-enfant) ne sont qu'une seule et même incarnation du pouvoir patriarcal,. Stella incarne le désir secret de la majorité des femmes grecques à l'époque mais qu'elles n'osent pas vivre. Stella est d'ailleurs rattrapée par le code de l'honneur qui gouverne encore la société patriarcale grecque. Elle n'y a pas sa place et elle est tuée,.
Cependant, la société grecque de l'époque n'était guère plus tendre pour l'homme. Il était lui aussi tout autant prisonnier de la place que les conventions sociales lui avaient assignée. Giórgos Foúndas joue une virilité fragile et ambiguë, déchirée entre la sphère privée et la sphère publique. En privé, Míltos est l'égal de Stella, mais en public, il doit affirmer, démontrer aux yeux de tous sa domination masculine. Ses dernières lignes de dialogue expriment ce déchirement. Il s'avance vers Stella, le couteau à la main et lui crie : « Va-t-en, Stella, j'ai un couteau... Pourquoi tu ne pars pas ? Stella, je vais te tuer ». Au-delà de la symbolique freudienne du couteau qu'il enfonce dans sa maîtresse, Míltos, abandonné en public à l'église, n'a réellement pas d'autre moyen de récupérer sa virilité qu'en tuant la femme qu'il aime.

### Influence de la tragédie antique
Pour Cacoyannis, Stella, femme libre s'inscrit dans la tradition de la tragédie grecque. Pour lui, les spectateurs dans la salle et dans le film lui-même sont l'incarnation du chœur antique : ainsi, lorsque Míltos tue Stella à la fin, une foule les entoure. Il y a aussi l'inévitabilité du destin. Stella sait que pour effacer l'affront, Míltos ne peut que la tuer. Pourtant, lorsqu'elle rentre chez elle au petit matin et qu'elle le voit qui l'attend devant sa porte, elle ne fuit pas. Elle accélère même son pas vers lui. De même, après avoir tué Stella, Míltos ne fuit pas non plus : il prend dans ses bras la seule femme qu'il ait jamais aimée et attend la police,.
Si Stella rejette les règles et le carcan de la société patriarcale grecque de l'époque, celle-ci, qui l'a condamnée d'avance, la rattrape inévitablement et l'élimine. Enfin, le montage de la dernière nuit de Stella et Míltos les montre dansant et cherchant l'oubli dans la danse en parallèle : elle dans les boîtes de jazz et lui au Paradis. Le montage saccadé s'accélère, montrant que les deux amants sont irrémédiablement liés l'un à l'autre et entraînés vers la mort. Cependant, le parallèle dans le montage insiste sur l'égalité, l'identité entre les deux personnages, leurs passions et leurs âmes. Cette identité est une nouvelle transgression du code moral et politique de l'époque,.

### Affirmation de la culture populaire grecque
L'héroïne, Stella, apparaît pour la première fois dans le film au cours d'un spectacle au Paradis. Elle veut transformer son tour de chant pour imiter ce qu'elle a vu dans les films américains, avec une robe peut-être imitée de Carmen Miranda et un disque de musique latino-américaine à la place de l'orchestre habituel. Cependant, rien ne se passe comme elle le veut : le projecteur n'arrive jamais à la suivre correctement, le disque saute, elle trouve son costume de scène ridicule et elle se réfugie finalement, frustrée, dans sa loge. Quelques jours plus tard elle fait, le soir, son tour de chant habituel. Elle est alors présentée comme triomphante, entourée de son orchestre traditionnel de bouzoukis jouant de la musique populaire, des rebetikos, ces airs populaires issus des bouges du Pirée par exemple, où s'étaient réfugiés une partie des populations déplacées lors de la « Grande Catastrophe » de 1922. C'est une affirmation très forte de cette culture populaire très longtemps rejetée par les autorités grecques. C'est d'ailleurs la raison pour laquelle le jeune bourgeois Alékos vient au cabaret : parce que sa famille considère la musique populaire comme barbare et que lui désire s'encanailler,,.
Après la fuite de Stella le jour de son mariage, elle fait la tournée des boîtes de jazz d'Athènes tandis que Míltos danse seul au Paradis sur des airs populaires traditionnels. La bande originale du film fut confiée à Manos Hadjidakis qui était un habitué des tavernes à bouzouki et qui avait commencé à intégrer cet instrument dans ses partitions. Le bouzouki est joué par le grand musicien de rebetiko de l'époque Vassílis Tsitsánis et les actrices du film (Melina Mercouri, Sofia Vembo et Voula Zouboulaki) chantent les rebetikos. Cacoyannis cependant désirait que la bande-son explore les relations entre musique traditionnelle (bouzouki, rebetikos) et musique « nouvelle », d'où l'utilisation d'un orchestre de jazz lors de l'une des scènes finales par exemple. Ainsi, lors de la sortie à la campagne au milieu du film, Maria, la vieille propriétaire du cabaret, prend une guitare et joue un air traditionnel. Ses employés sont émus autant par la qualité de sa performance que par le fait qu'elle symbolise alors un monde auquel elle appartient encore mais qui a disparu pour eux, et le public du film : la culture rurale traditionnelle.

### Conflit entre tradition et modernité
Stella, femme libre évoque les contradictions qui déchirent la Grèce entre modernité et tradition : la voiture moderne de Míltos face aux vieux camions, le pavillon de banlieue face à l'appartement dans Plaka, les boîtes de jazz face au bar à bouzouki, la liberté féminine face au code de l'honneur masculin.
Ce conflit est évoqué, constaté mais pas résolu. La modernité imposée brutalement, sans évolution progressive, est un échec. La scène du numéro raté de Stella au début du film est une mise en abîme : elle résume un des thèmes centraux du film sur le changement qu'on s'impose sans réelle justification. La remarque de Stella, sur les hommes qui veulent la changer comme si elle n'était qu'un disque, après la visite de sa future belle-mère, en est encore un écho. Le personnage de Stella incarne alors l'ambiguïté générale du pays qui veut le changement tout en y résistant car toutes les implications n'ont pas encore été assimilées.

### Différences entre la pièce et le film
Afin de renforcer la dénonciation de la toute-puissance du patriarcat grec sur les femmes du pays, le dramaturge a lui-même apporté un certain nombre de changements à son histoire. Ainsi, le personnage de Stella est plus positif dans le film. Dans la pièce, Stella était plus conformiste et moins cultivée, elle admirait les éléments de culture anglo-saxonne qu'elle ne connaissait pas. La Stella du film est jouée comme une femme d'origine populaire curieuse de tout. Míltos est promu socialement : dans la pièce, il était camionneur. Le faire devenir star du football est un moyen d'en faire l'égal, au moins en renommée, de la star de la chanson Stella. À l'inverse, Alékos est abaissé : dans la pièce, il était chirurgien. Il devient un oisif inutile. Cacoyannis et Kambanéllis ajoutent ici un message social et politique : l'opposition entre Míltos et Alékos n'est plus seulement amoureuse, c'est aussi un reflet de la lutte des classes,. Cette lutte est remportée par Míltos, au-delà du fait que Stella l'ait choisi. Dans la pièce, c'était au volant de sa propre voiture que se tuait Alékos. Dans le film, il devient un simple piéton renversé par un véhicule anonyme.

### Réception
Stella fit 133 518 entrées à Athènes lors de sa sortie. Il se classa premier au box-office en Grèce pour 1955.
Cependant, la critique ne fut pas tendre avec le film. Pour les critiques de droite, son « féminisme » fut considéré comme vulgaire voire insultant. Pour la gauche, la revendication d'un « amour libre » par Stella était une erreur l'éloignant d'un féminisme de lutte des classes ; Míltos n'incarnait pas pour eux le prolétaire en lutte, mais le sous-prolétaire incapable d'une véritable lutte, juste un facteur de destruction ; enfin, le film pour eux n'insistait pas sur la confiscation du « jour du Non », célébrant le patriotisme de la nation, par les dangereuses forces militaires poursuivant leur propre but de contrôle du pays. Pour tous, la représentation des petits malfrats et de leur musique (rebetiko et bouzouki) était très gênante,. Finalement, en avril 1985, l'Union panhellénique des critiques de cinéma, la PEKK Πανελλήνια Ενωση Κριτικών Κινηματογράφου (Panellinia Enosis Kritikon Kinematographou), le désigna dixième meilleur film grec de l'histoire.
Il fut le premier des grands succès internationaux du réalisateur comme le montra son accueil lors du Festival de Cannes 1955,. Stella, femme libre fut le premier véritable film grec, avec un scénario grec moderne, de la musique typiquement grecque et des problèmes grecs à connaître le succès international.

## Stella et Melina Mercouri

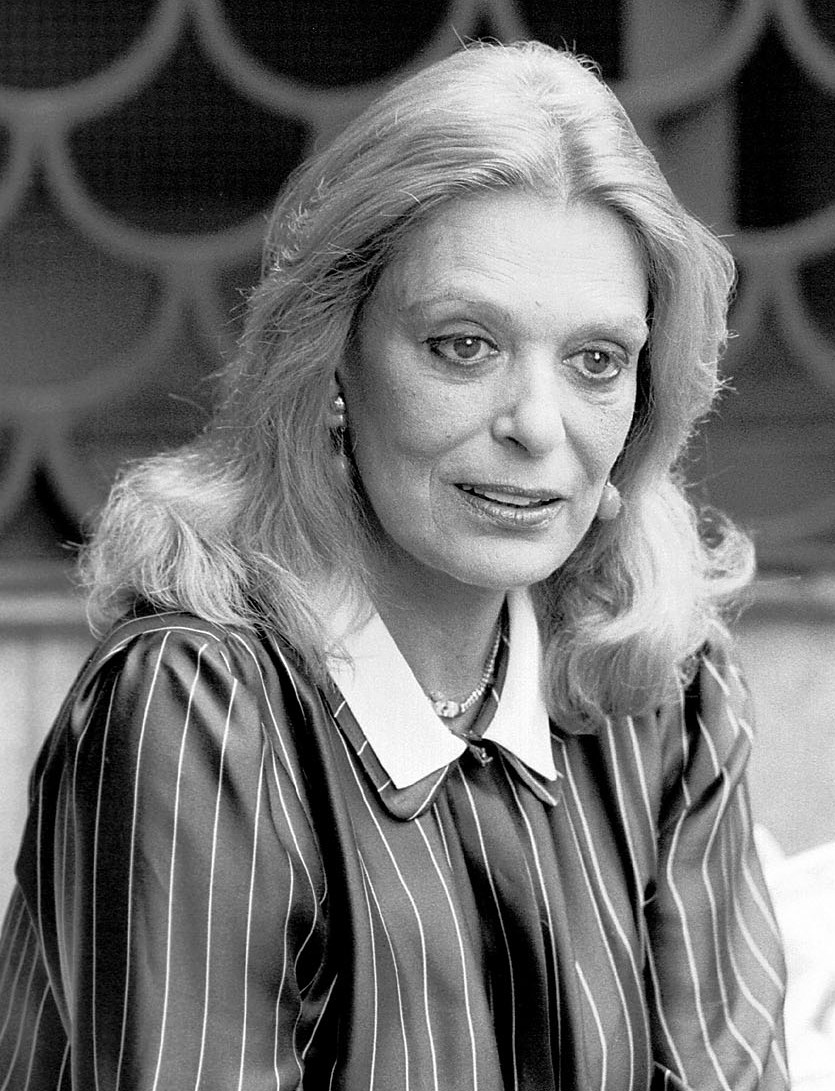
Melina Mercouri à Stockholm, en 1982

Cette œuvre a révélé au cinéma Melina Mercouri, dont c'est le premier film, après avoir toutefois rencontré le succès et la reconnaissance au théâtre. Issue d'une riche famille bourgeoise d'Athènes (son grand-père Spyrídon Merkoúris avait été maire d'Athènes et son père député et maire de la ville), elle s'était mariée très jeune pour pouvoir échapper à son univers familial, mais a presque immédiatement divorcé pour entamer sa carrière d'actrice. Elle s'était rendue célèbre dès 1949 pour son interprétation théâtrale de Blanche Dubois dans Un tramway nommé Désir. Melina Mercouri était aussi chanteuse et interprète de rebetiko. D'une certaine façon, elle est Stella autant qu'elle l'incarne et ce rôle forgea son image publique,. Elle fut ensuite Katherina, la veuve/prostituée du village dans Celui qui doit mourir de Jules Dassin en 1957. Katherina est tuée quand elle commence à refuser les hommes. Elle incarna aussi Belle, la sorcière dans The Gypsy and the Gentleman de Joseph Losey, la même année. Ilya, le personnage qu'elle incarne dans Jamais le dimanche, toujours de Jules Dassin en 1960, est un avatar, sur un mode plus léger, de Stella. Son personnage de Topkapi (Jules Dassin 1964), Elizabeth Lipp, dit : « Je suis une nymphomane ».
La personnalité publique de Melina Mercouri a pu souvent être comparée à son personnage de Stella. Elle avait affirmé sa liberté dès sa jeunesse et ses premiers rôles. Ses rôles suivants renforcèrent le mythe « Stella ». Sa vie amplifia l'effet. Son mariage avec Jules Dassin fut conçu comme égalitaire, voire comme un mariage où l'homme abandonnait sa carrière pour être avec la femme qu'il aimait. Elle s'opposa à la dictature des colonels et leur affirma, depuis son exil : « Je suis née Grecque », après qu'ils lui eurent retiré son passeport. Elle fit une carrière politique avec le PASOK et fut ministre de la Culture. De ce poste, elle lança une vive campagne internationale pour le retour en Grèce des marbres du Pathénon. Pour les Grecs, mais aussi pour l'étranger, elle incarnait l'archétype de la femme grecque et « l'essence de la grécité ». Elle devint un symbole unificateur du pays : passion pour l'amour et la liberté ; refus de l'autorité ; renommée culturelle internationale ; synthèse du passé glorieux et de la modernité assimilée ; synthèse des classes sociales moyennes et populaires, qui n'est finalement qu'un développement et une appropriation collective de son personnage de Stella,.